# タチキランソウ
タチキランソウ（立ちキランソウ、学名：Ajuga makinoi）は、シソ科キランソウ属の多年草 。別名、エンシュウニシキソウ。

## 特徴
茎は数本が束生し、花時に斜上して、長さは5-20cmになり、全体に白い縮れた毛が散生する。花後に倒れて節から根をだす。葉は対生し、茎の下部の1-2対の葉は鱗片状またはさじ状になり、上部につく数対の葉の葉身は長楕円形で、長さ3-5cm、幅1-1.5cmになり、先はやや鈍頭または円頭、縁には先が鈍い欠刻状の重鋸歯があり、基部はくさび形となって、長さ0.5-1.5cmになる葉柄に流れる。葉の表面には縮れた短い毛がまばらに生え、裏面には葉脈上に縮れた毛が生える。花後の夏葉は大きくなり、長さ8-10cm、幅3.5cmにもなる。
花期は4-6月。花は濃紫色または青紫色の唇形で、茎の上部の葉腋に数個ずつつける。花柄は長さ約1mm。萼は鐘形で長さ約5mm、長い縮れた毛があり、5中裂し、裂片の先端は鋭頭または鋭突頭になる。花冠は長さ13-15mm、筒部の長さは9-10mm、上唇は2裂して直立し長さ2-3mm、下唇は深く3裂して長さ約4mmになり、花冠の外側にはまばらに縮れた毛が生える。雄蕊は4個ある。果実は4個の長さ約2mmになる分果で、網目模様がある。

## 分布と生育環境
日本固有種。本州の関東地方西南部から愛知県東部に分布し、山地の沢沿いの林縁や林内に生育する。

## 名前の由来
和名タチキランソウは、「立ちキランソウ」の意で、同属のキランソウ A. decumbens に似て、茎が立ち上がるためいう。学名を記載した中井猛之進 (1911) は、タイプ標本の採集地が静岡県磐田郡富岡村（現磐田市）であることから、その際、和名を「エンシュウニシキソウ」と名付けた。
種小名（種形容語）makinoi は、牧野富太郎への献名である。

## 種の保全状況評価
準絶滅危惧（NT）（環境省レッドリスト）
（2020年、環境省）

都道府県のレッドデータ、レッドリストの選定状況は次の通り。
東京都-絶滅危惧IA類(CR)、長野県-準絶滅危惧(NT)、岐阜県-絶滅危惧I類、静岡県-準絶滅危惧(NT)、愛知県-（国リストの掲載種であるが県では対象外）

## ギャラリー

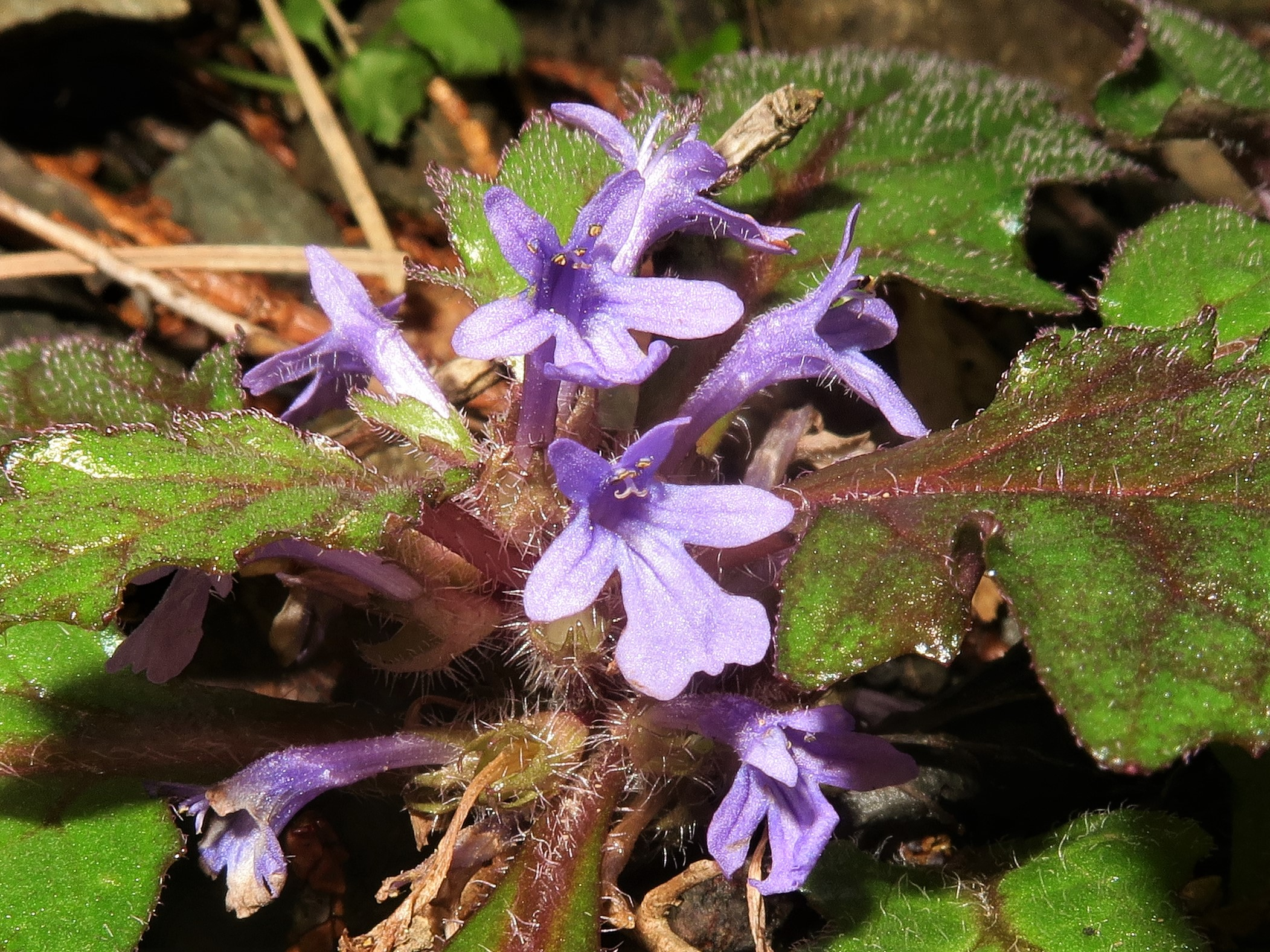
花は濃紫色の唇形で、花冠上唇は2裂して直立する。
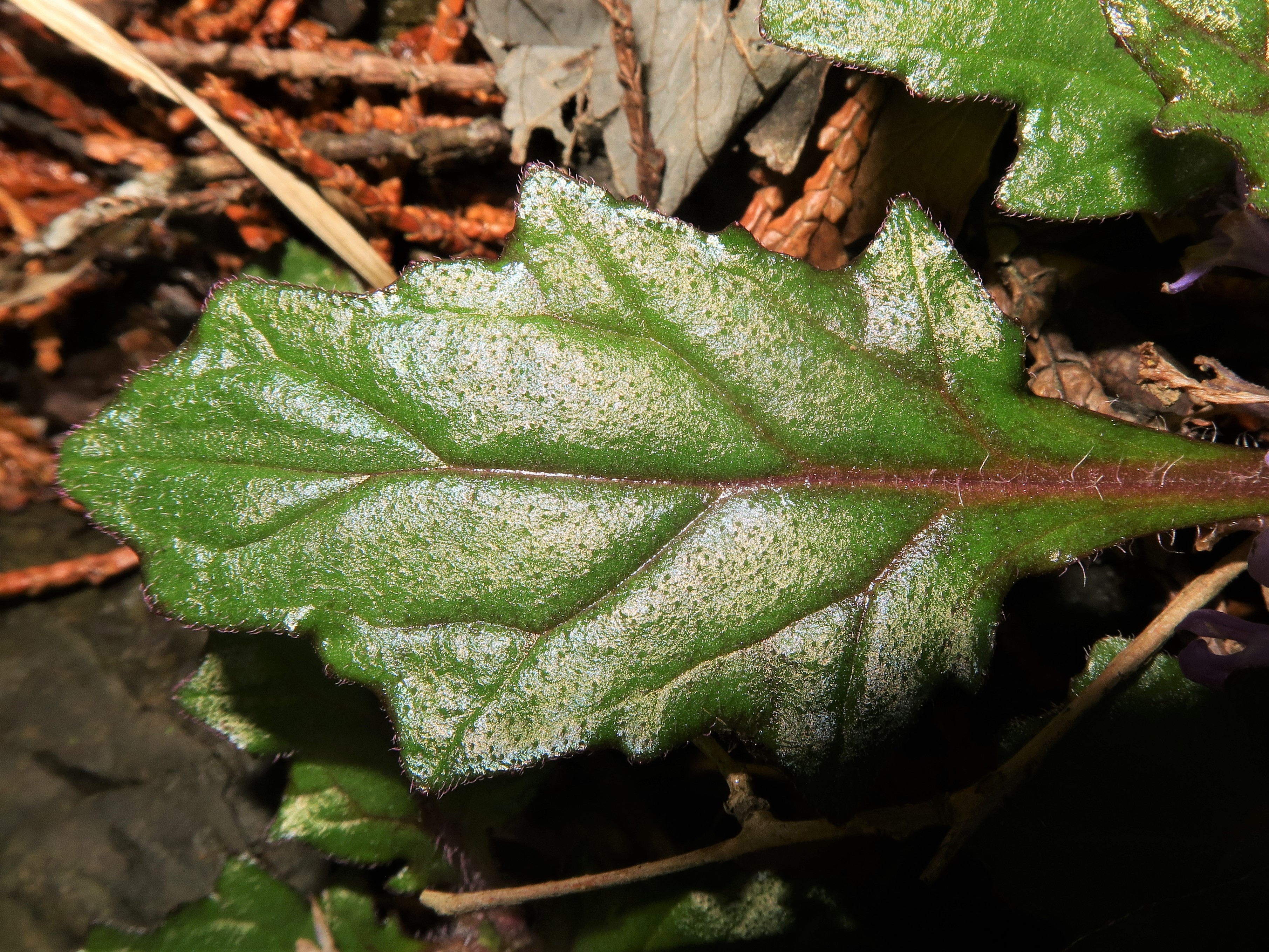
葉は長楕円形で、先はやや鈍頭または円頭、縁には先が鈍い欠刻状の重鋸歯がある。
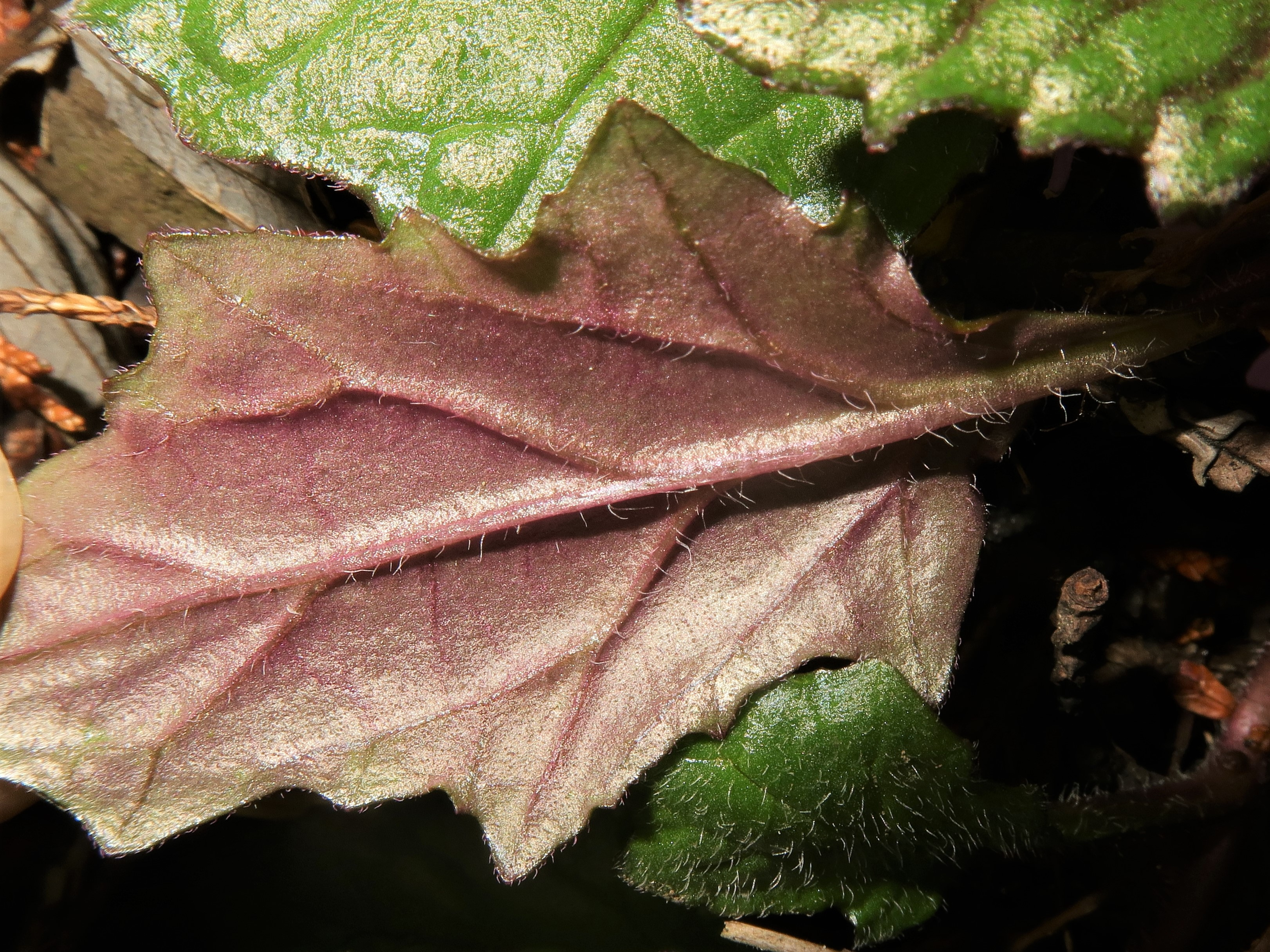
葉の裏面の葉脈上に縮れた毛が生える。

## 分類
同属のキランソウ A. decumbens およびニシキゴロモ A. yesoensis に似る。キランソウは、花冠上唇が短く、タチキランソウやニシキゴロモのように花冠上唇が直立しない。キランソウの花冠は淡紫色で、花冠喉部が白く、白地に紫色の条線があり、ニシキゴロモの花冠は白地に淡紅紫色の条線があるが、タチキランソウの花冠は全体に一様に濃紫色または青紫色で、ふつう条線はみられない。ニシキゴロモとタチキランソウには花冠下唇の中央裂片の先端のへこみ部分に三角状の突起が見られるが、キランソウにはそれがない。花の大きさは、キランソウ ＜ ニシキゴロモ ＜ タチキランソウである。

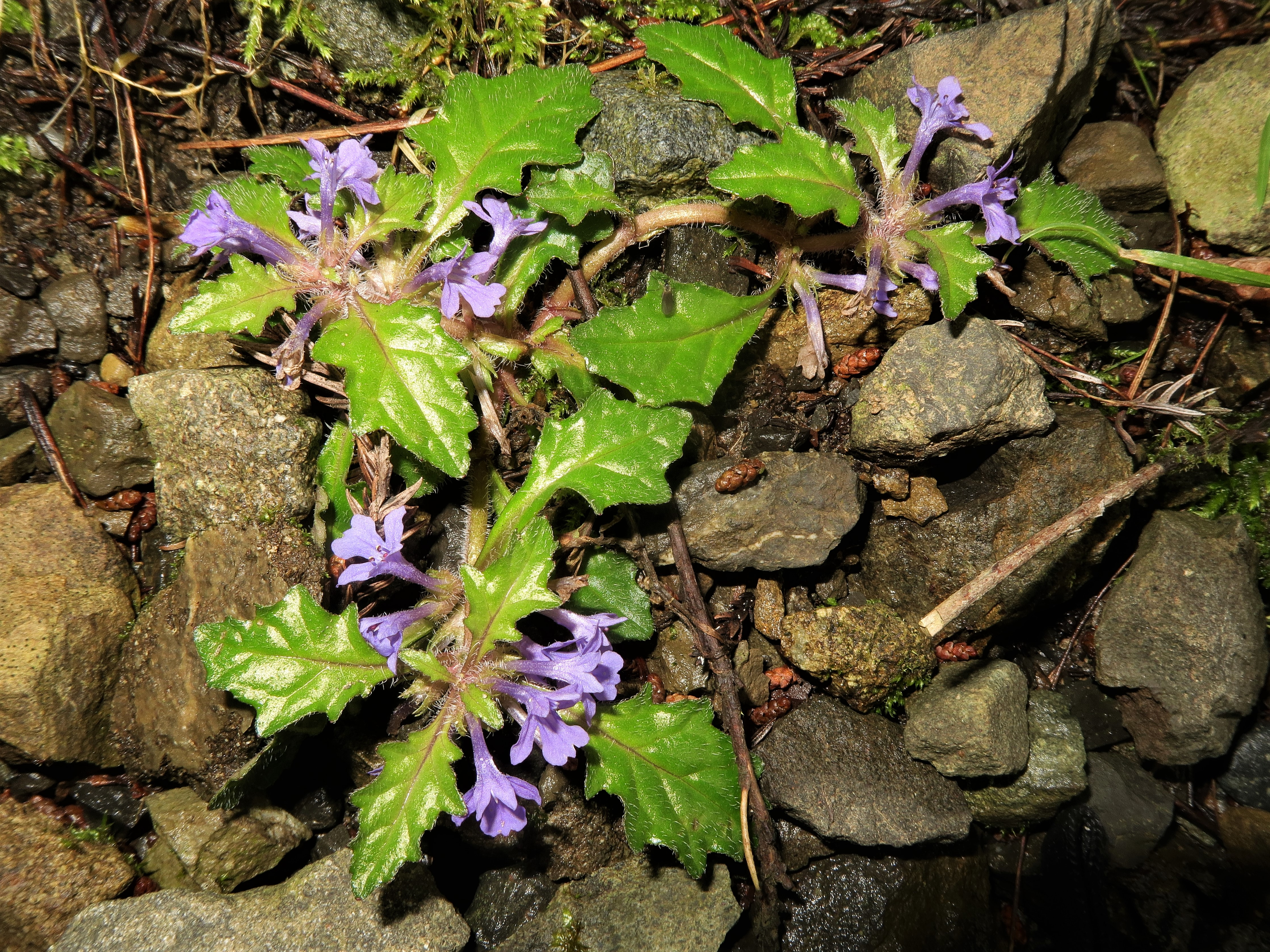
タチキランソウ 山梨県南巨摩郡 2021年5月上旬
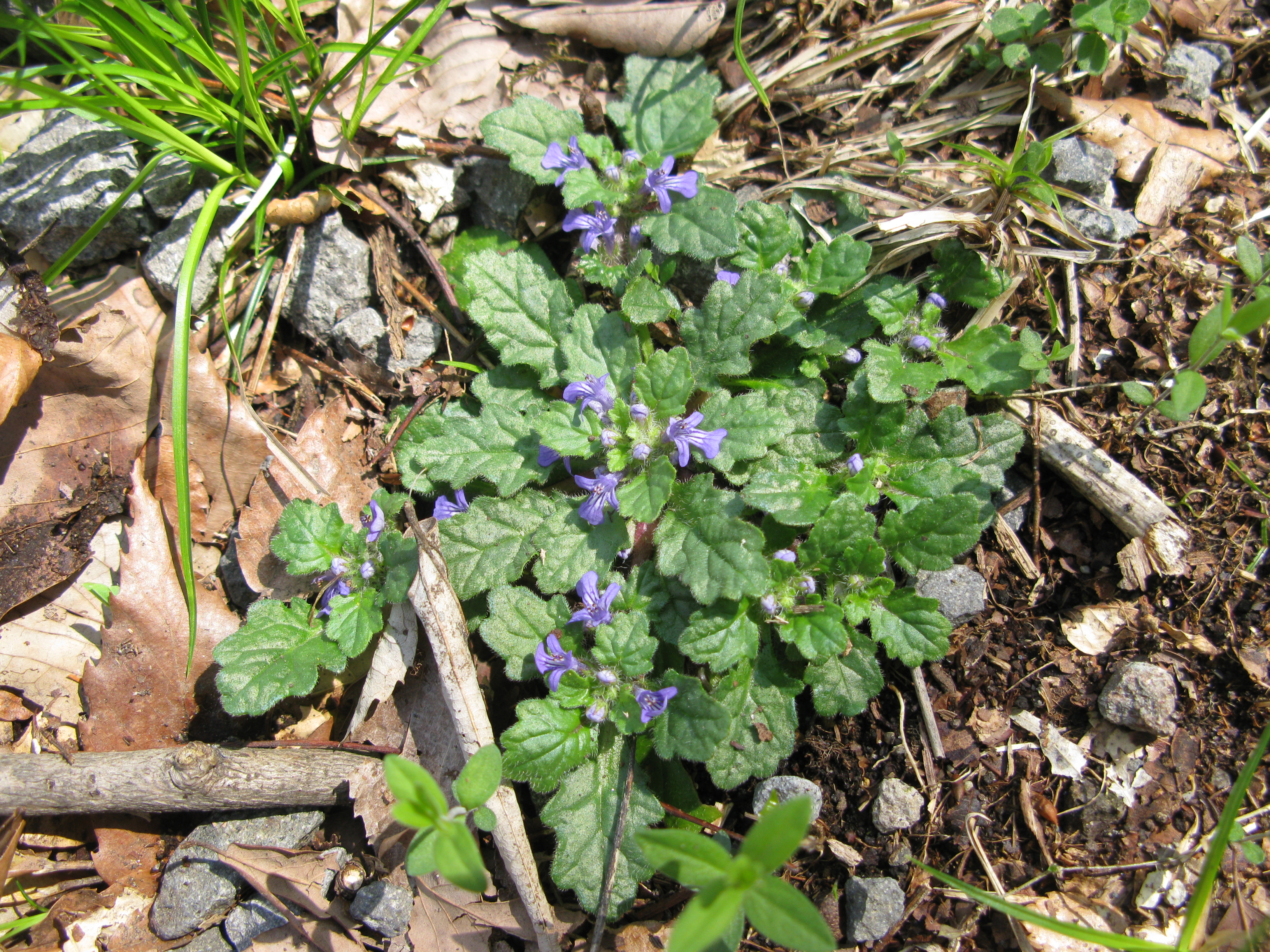
キランソウ 福島県会津地方 2012年5月上旬
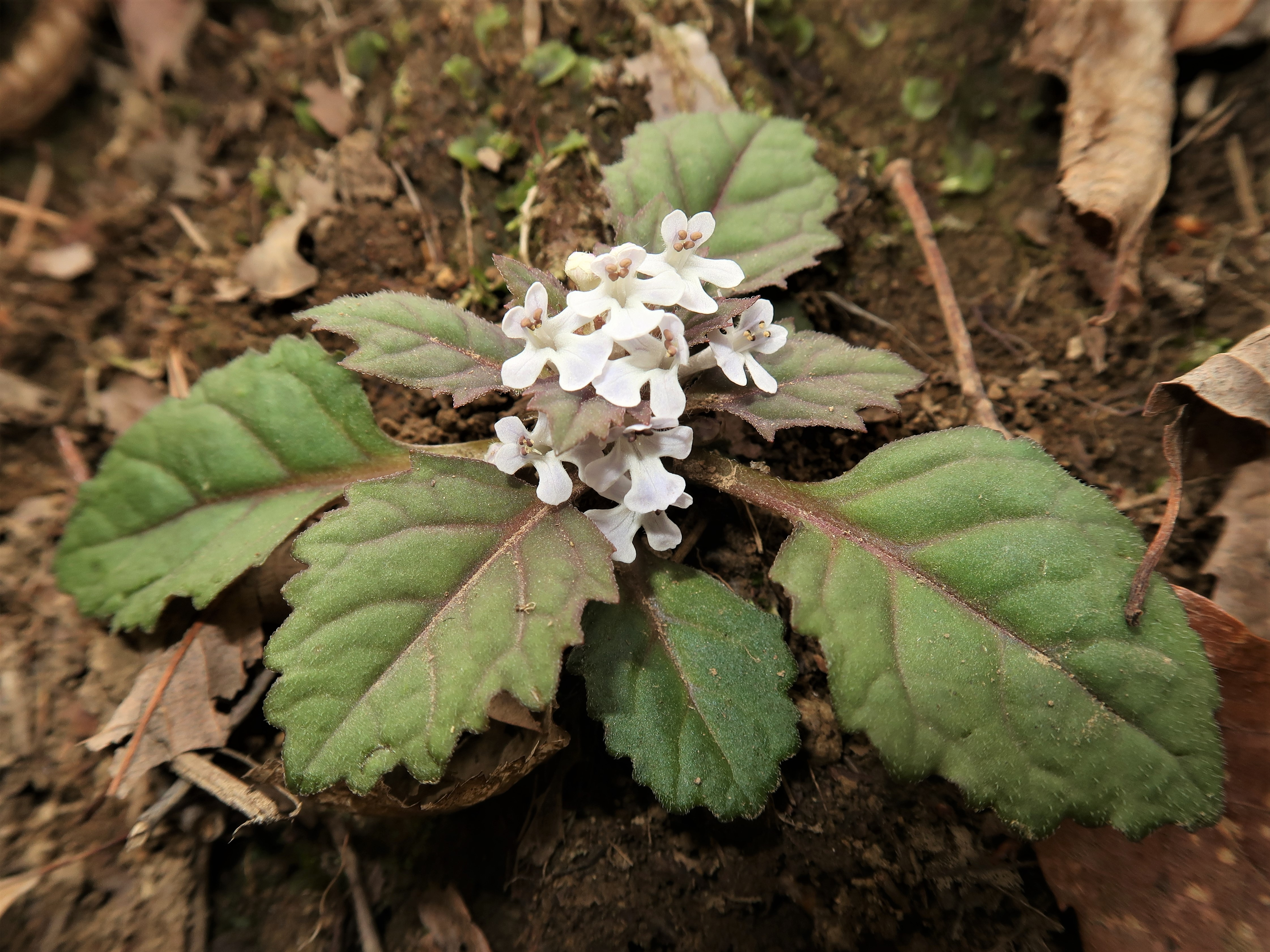
ニシキゴロモ 滋賀県高島市 2019年4月下旬